# Miguel Sebastián García
Miguel Sebastián García (Santa Fe, Argentina; 27 de enero de 1984) es un exfutbolista argentino. Jugaba como mediocampista ofensivo o enganche y su primer equipo fue Unión de Santa Fe. Su último club antes de retirarse fue PAS Giannina de Grecia.

## Clubes
| Club               | País          | Año       |
| ------------------ | ------------- | --------- |
| Unión de Santa Fe  | Argentina     | 2004-2006 |
| Palestino          | Chile         | 2006      |
| Unión de Santa Fe  | Argentina     | 2007      |
| Iraklis FC         | Grecia        | 2007-2009 |
| Aris Salónica FC   | Grecia        | 2009      |
| Iraklis FC         | Grecia        | 2010-2011 |
| Atromitos FC       | Grecia        | 2011-2015 |
| Seongnam FC        | Corea del Sur | 2016      |
| Aris Salónica FC   | Grecia        | 2017      |
| Volos NFC          | Grecia        | 2017-2019 |
| PAS Giannina       | Grecia        | 2019-2020 |
| Sarmiento Humboldt | Argentina     | 2021-2023 |

## Palmarés
| Título            | Club         | País   | Año  |
| ----------------- | ------------ | ------ | ---- |
| Gamma Ethniki     | Volos NFC    | Grecia | 2018 |
| Football League   | Volos NFC    | Grecia | 2019 |
| Segunda Superliga | PAS Giannina | Grecia | 2020 |